# Pellegrino Tibaldi

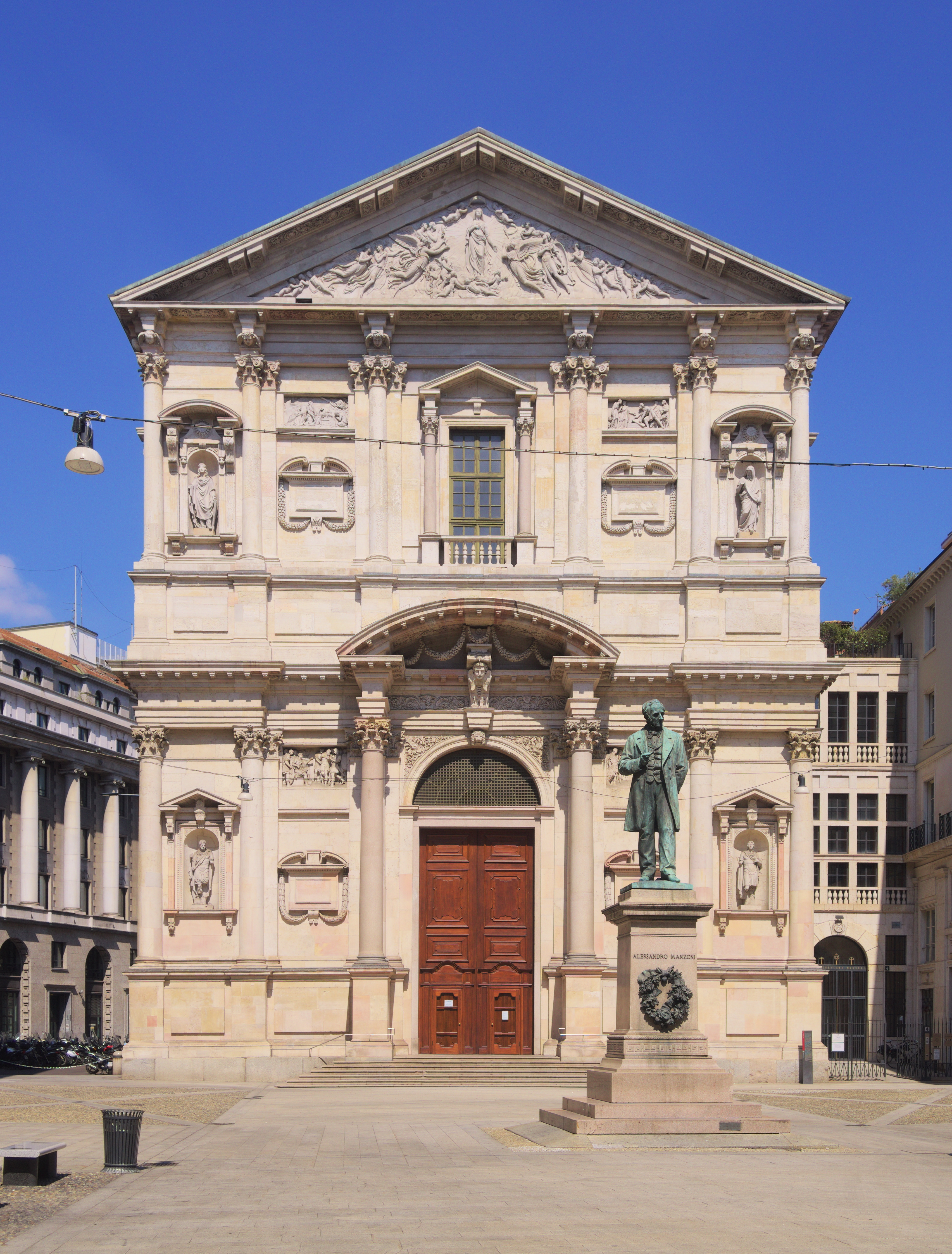
La façana de Sant Fedele a Milà (el frontis és del segle XIX).

Pellegrino Tibaldi, també conegut com Il Pellegrini, (Puria, Valsolda, 1527 - Milà, 1596) va ser un pintor i arquitecte italià que també treballà a Espanya

## Formació a Bolonya
Es va formar com pintor a Bolonya, a l'escola de Bartolommeo Ramenghi, també anomenat Bagnacavallo, i com arquitecte amb Giulio Romano i Sebastiano Serlio.

## Roma

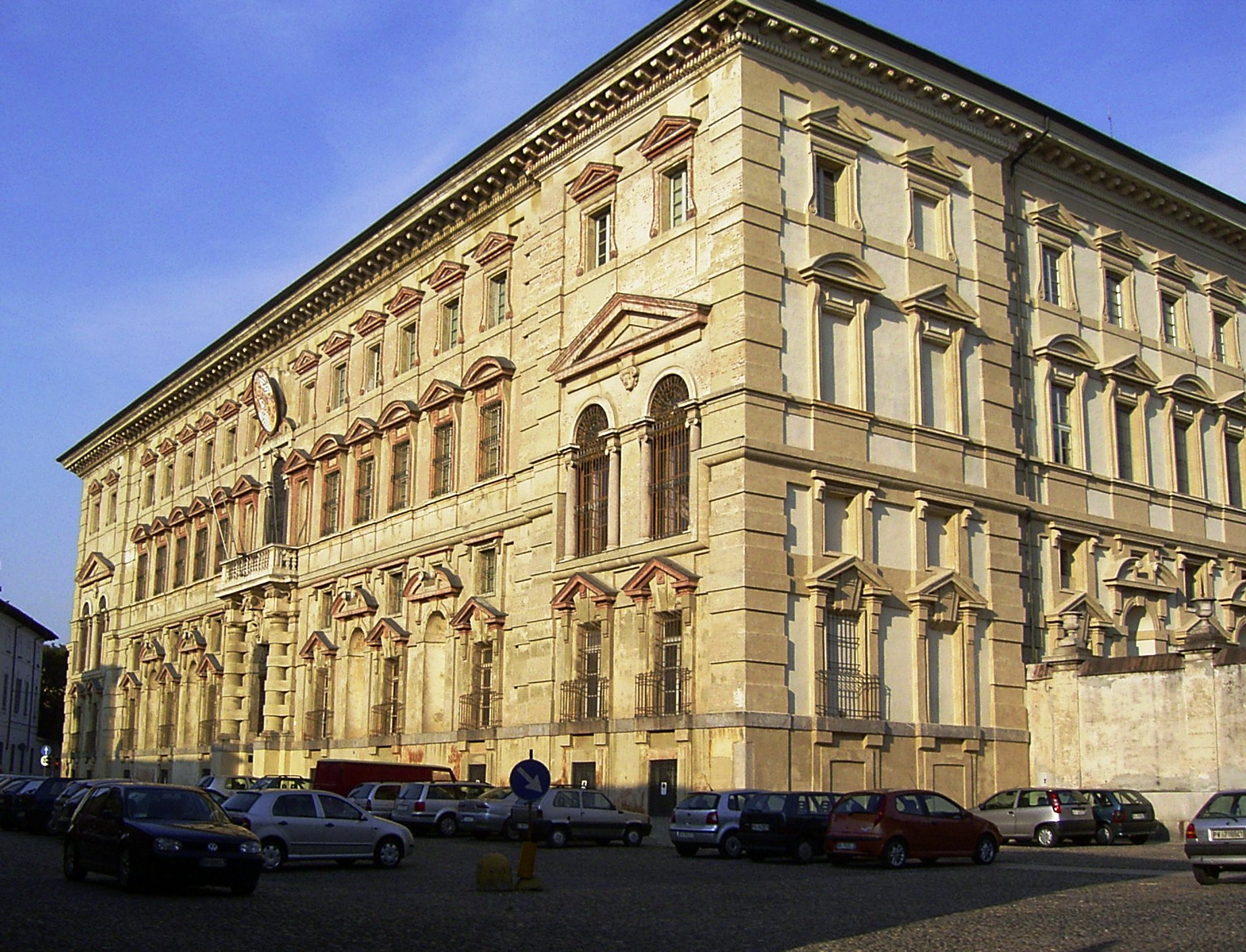
Façana del Collegio Borromeo a Pavia.

A Roma, entre 1547 i 1549, va conèixer l'obra de Michelangelo Buonarroti i d'artistes del Manierisme com Perin del Vaga.
Com a arquitecte alguns li atribueixen l'obra del palau i la capella dels Poggi a Bolonya. Treballà també com a enginyer militar a Ancona i a Ravenna.

## Llombardia
Posteriorment es traslladà a la Llombardia, on va rebre importants encàrrecs de Carles Borromeo: el Col·legi Borromeo de Pavia (1564) i a Milà, el pati de la Canònica dels Ordinaris de la Catedral (1565), l'església de Sant Fedele (1569), el temple octagonal de Sant Carles al Lazzaretto (1576-1592) i l'església de Sant Sebastià (1577).
Altres obres seves són la Basílica de Sant Gaudenzio a Novara, 1577; la façana de la Madonna dei Miracoli a Saronno, 1583 i el santuari de Rho, 1584). Segons Giorgio Vasari va emprar una "licenza... ordinata nella regola" ("llicència... ordenada de la regla"). La seva arquitectura es distingeix pregonament de la dels seus contemporanis, com per exemple, de la de Vignola.
Va ser nomenat arquitecte del Duomo de Milà, hi va fer el baptisteri, 1567.
Reclamat com a pintor pel rei Felip II, Tibaldi hi va fer una important obra al Monestir de l'Escorial, hi pintà els frescos del claustre i de la biblioteca (1588-1595).

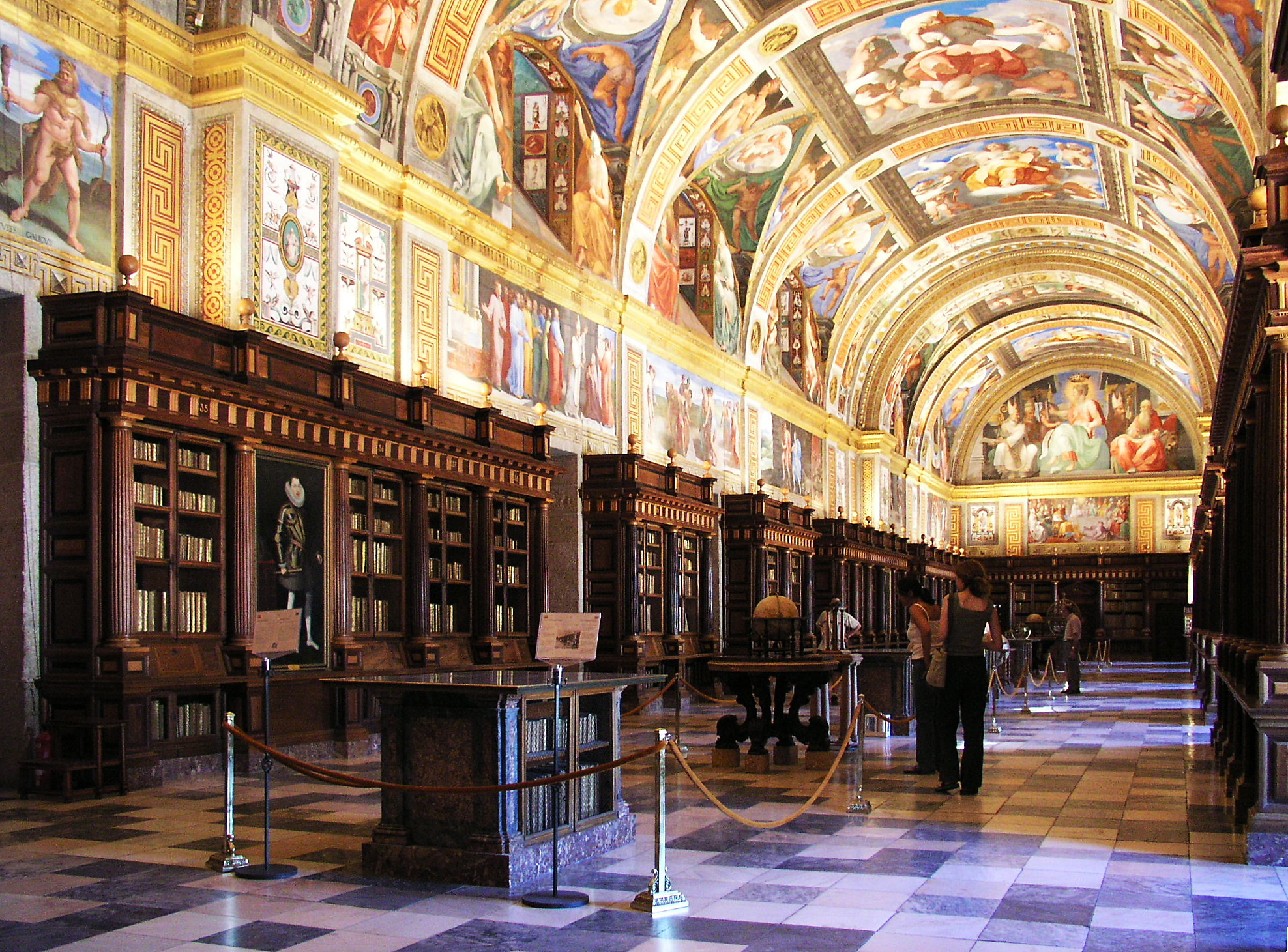
Biblioteca de l'Escorial
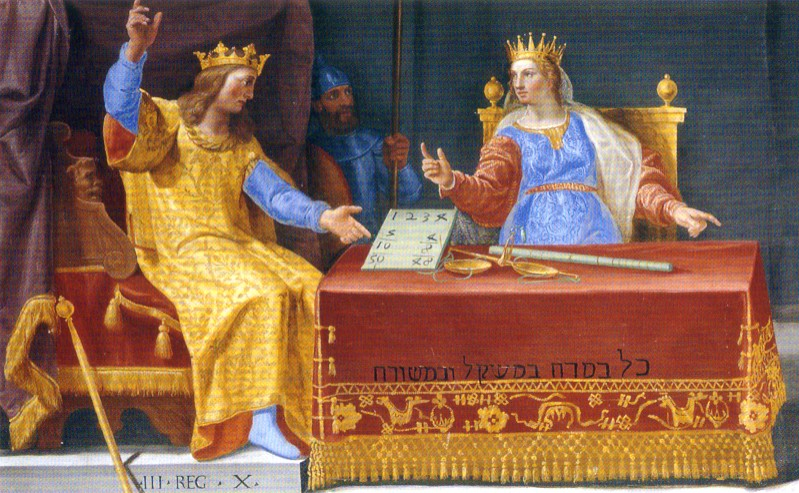
«Salomó d'Israel i la Reina de Saba», Biblioteca
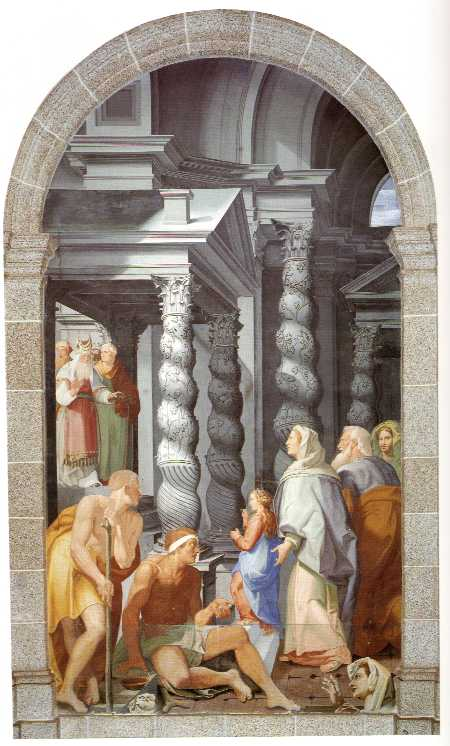
«Presentació de la Verge al Temple», claustre
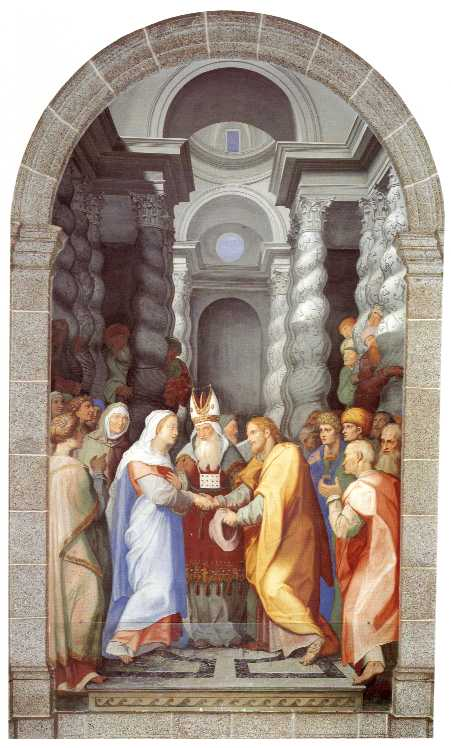
«El casament de la Verge», claustre
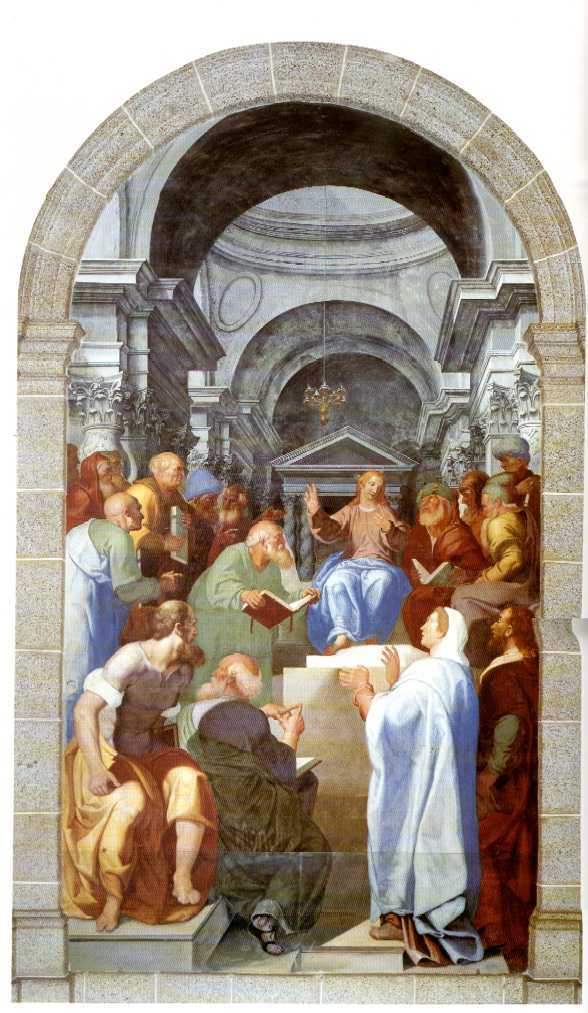
«Jesús davant els doctors de la llei», claustre

## Milà
En els seus darrers anys per la catedral de Milà projectà una façana monumental amb columnes, estàtues i obeliscs que mai es va portar a terme.